# Owensville (Indiana)
Owensville és una població dels Estats Units a l'estat d'Indiana. Segons el cens del 2005 tenia 2.011 habitants.

## Demografia
Segons el cens del 2000, Owensville tenia 1.322 habitants, 523 habitatges, i 359 famílies. La densitat de població era de 1.020,9 habitants/km².
Dels 523 habitatges en un 32,9% hi vivien nens de menys de 18 anys, en un 56% hi vivien parelles casades, en un 10,3% dones solteres, i en un 31,2% no eren unitats familiars. En el 28,3% dels habitatges hi vivien persones soles el 16,4% de les quals corresponia a persones de 65 anys o més que vivien soles. El nombre mitjà de persones vivint en cada habitatge era de 2,41 i el nombre mitjà de persones que vivien en cada família era de 2,94.
Per edats la població es repartia de la següent manera: un 24,4% tenia menys de 18 anys, un 6,8% entre 18 i 24, un 27,7% entre 25 i 44, un 19,3% de 45 a 60 i un 21,9% 65 anys o més.
L'edat mediana era de 39 anys. Per cada 100 dones de 18 o més anys hi havia 82,1 homes.
La renda mediana per habitatge era de 34.306$ i la renda mediana per família de 40.263$. Els homes tenien una renda mediana de 35.294$ mentre que les dones 23.897$. La renda per capita de la població era de 15.916$. Entorn del 5,2% de les famílies i el 8,9% de la població estaven per davall del llindar de pobresa.

## Poblacions més properes
El següent diagrama mostra les poblacions més properes.